# Nigoghos Sarafian
Nigoghos Sarafian (ou Nicolas Sarafian ; en arménien Նիկողոս Սարաֆեան), né le 30 mars 1902 à Varna (Bulgarie) et mort à Paris 12e le 16 décembre 1972, est un écrivain et poète arménien.

## Biographie
Nigoghos Sarafian naît le dimanche de Pâques 1902 (soit le 30 mars) entre Constantinople et Varna, à bord d'un bateau qui emmenait sa famille en Bulgarie, où ses parents, originaires d'Akn, s'étaient réfugiés après avoir fui les massacres hamidiens,. Il est le fils de Hararos Sarafian et de Vartouhie Hamalian.
Il passe son enfance à Rodosto, dans la partie européenne de l’Empire ottoman, au bord de la mer Noire. Il va à l'école primaire de Varna puis fréquente pendant 3 ans l'école Saint-Michel des Frères, où il apprend le français. Jusqu'en 1914, il vit dans un grand domaine, où son père, boulanger de son état, élève des chevaux.
Lorsque la Première Guerre mondiale éclate, il se rend, avec son frère, en Roumanie puis à Odessa et à Rostov (Crimée) où ils restent jusqu'en 1917. Nigoghos rentre ensuite chez lui après un voyage de trois mois à pied.

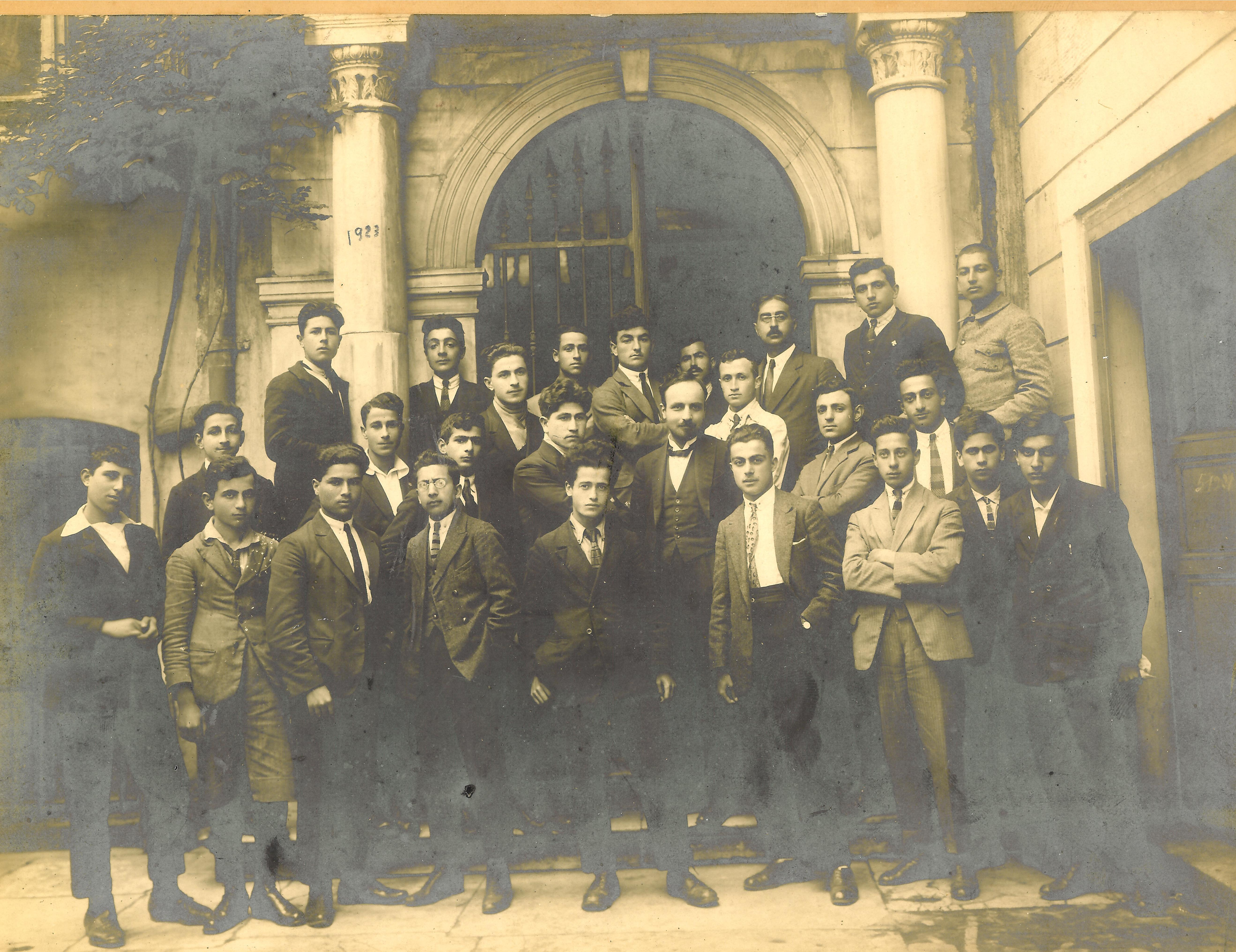
Nigoghos Sarafian (centre, à droite du directeur) en mai 1921 au Lycée Getronagan.

Après l'armistice de Moudros, il s'installe à Constantinople où il s'inscrit au Lycée Guétronagan (Central),. Il y a pour professeurs Hagop Oshagan et Vahan Tékéyan, qui publie ses premiers poèmes en 1921-1922. Il ne termine pas la dernière année du lycée et retourne en Bulgarie et en Roumanie.
Vers la fin de 1923, Nigoghos Sarafian s'installe à Paris, où il exerce le métier de linotypiste. Il écrit, en particulier des articles littéraires, pour Haratch, Zvartnots, Hayrénik ou encore Naïri (Alep), Agos, Pakine et Ahégan (Beyrouth). Il participe à la fondation de la revue Menk, et peut être considéré à ce titre comme l'un des acteurs de ce qui s'est appelé l’« École de Paris ». Après la Seconde Guerre mondiale et la libération de la France, il travaille comme ouvrier à France-Soir.
Découragé, il cesse d'écrire à partir des années 1950. Vers la fin de sa vie, il vit avenue du Petit parc à Vincennes avec sa femme Prapion Soukiassian. Il meurt le 16 décembre 1972 à Paris, rue du Faubourg-Saint-Antoine.

## Citations
- « La folie, l'entêtement d'écrire dans des conditions où il n'y a aucune récompense à attendre. Notre langue sur le point de s'éteindre. Une part de la diaspora sur le point de s'assimiler. Et lorsqu'on est à l'étranger, s'assimiler de plus en ayant en soi-même ce pays, l'amour de ce pays, s'assimiler avec avilissement »[7].

## Œuvres[8],[9]
- (hy) Անջրպետի մը Գրաւումը [« La conquête de l'espace »], Paris, Impr. J. Nercès et B. Eléguian,‎ 1928, 64 p. (lire en ligne)
- (hy) 14 (Քերթուած) [« 14 (Poème) »], Paris, Impr. Araxes,‎ 1933, 28 p.
- (hy) Իշխանուհին [« La Princesse »], Paris,‎ 1934, 108 p.
- (hy) Տեղատուութիւն եւ Մակընթացութիւն (Քերթուած, 1931-1938) [« Reflux et flux (poème, 1931-1938) »], Paris, Impr. Araxes,‎ 1939, 111 p.
- (hy) Միջնաբերդ [« Citadelle »], Paris,‎ 1946, 199 p.
- (hy) Միջերկրական [« Méditerranée »], Beyrouth, Impr. Chirag,‎ 1971, 40 p.
- (hy) Չափածոյ Երկեր [« Œuvres en vers »], Antélias, Հրատ. Գէորգ Մելիտինեցի Գրական Մրցանակի,‎ 1982, 512 p.
- (hy) Վէնսէնի Անտառը [« Le Bois de Vincennes »], Paris, Impr. de la Manutention,‎ 1988, 280 p.
- (hy) Երկեր [« Œuvres »], Erevan,‎ 1988, 352 p.
- (hy) Տեսարանները, մարդիկ եւ ես [« Les Paysages, les hommes et moi »], Erevan,‎ 1994, 287 p.
- (hy) Լոյսի ցաւեր [« Douleurs de lumière (memorandum) »], Paris-Antelias, Impr. du Catholicossat arménien de Cilicie,‎ 2000, 192 p.

### Traduction
- Le Bois de Vincennes  (trad. Anahide Drézian, préf. Marc Nichanian), Marseille, Éditions Parenthèses, coll. « Arménies », 1993 (1re éd. 1988), 96 p. (ISBN 2-86364-073-9, présentation en ligne)
- Terres de lumière  (trad. Ara Dandiguian, postface Krikor Beledian), Éditions Parenthèses, coll. « Diasporales », 2022, 192 p. (ISBN 978-2-86364-384-6, présentation en ligne)